# Borgoe
Borgoe was een staat in het huidige noorden van Benin en westen van Nigeria. Het grondgebied strekte zich ongeveer uit van de rivieren de Niger en de Moshi in het oosten tot aan de Atacorabergketen in het westen. Het was een confederatie, die heeft bestaan van de 12e eeuw tot de opdeling van het land door Frankrijk en Groot-Brittannië in 1898.

## De Borgoekoninkrijken
Borgoe bestond uit een samenwerking van een aantal Baribakoninkrijken, waaronder Wawa, Bussa (in het huidige Niger in Nigeria), Nikki (in het huidige Benin), Illo (in het huidige Kebbi in Nigeria), en, na afscheiding van Nikki, Kaiama. Het Bussarijk had een leidende rol in de confederatie. Bariba is de term die de Yoruba gebruiken voor de bewoners. In het Hausa is het Borgawa. Van oorsprong waren de Bariba geen homogene groep. Bewoners van het land konden Bisa, Boko, Bokobaru of Baatonu zijn. De binding tussen de koninkrijken kwam tot stand via de heersende klasse, die zich op eenzelfde afstamming beriep. In tijden van nood zorgde deze klasse ervoor dat de verschillende deelrijkjes zich aaneensloten.
Borgoe heeft eeuwenlang een definitieve bezetting door de machtige Sahelrijken in zijn nabijheid kunnen ontlopen. Rond 1250 lag het aan de grens van het machtige Koninkrijk Mali. In 1493 faalde een expeditie van koning Sunny Ali van de Songhai tegen het Borgoerijk. Ook latere expansiepogingen van de Songhai werden gestuit door de Bariba in Borgoe, waarbij de onervarenheid van de legers uit het savannerijk Songhai met technieken die geschikt waren voor het bos, een rol speelden. Borgoe lag in de Guineese savanne, waar de droge Soedansavanne overging in bos. Het islamitische Fulavolk nam in de 19e eeuw uiteindelijk Illo in, zonder Bussa geheel te kunnen onderwerpen. De Engelse en Franse veroveringen maakten een definitief einde aan het rijk, waarvan een deel in Nigeria en een deel in het huidige Benin kwam te liggen.

## Economie
Het land profiteerde van zijn ligging op de kruising van twee belangrijke karavaanroutes in West-Afrika, waardoor het van een agrarische streek veranderde in een handelseconomie. Een route voerde van Gonja en Kumasi in Asante naar de Hausastaten in Noord-Nigeria, waaronder Kano. Vanuit het zuiden werden kolanoten en, eerder, goud aangevoerd. Een andere route voerde van Badagry in de staat Lagos in Nigeria, naar Sokoto in het noordwesten van Nigeria, via het oostelijk deel van Borgoeland. De handel in kolanoten vanuit Gonja kwam in de vijftiende eeuw op gang, waardoor de welvaart in Borgoe toenam.
De handel had tot gevolg dat handelsvolkeren uit Oost en West zich langs de route in de regio vestigden. Uit het noordoosten kwamen de Hausa. Uit het noordwesten en westen de Wangara. De Wangara waren oorspronkelijk afkomstig uit het klassieke Ghana dat in het huidige Mauritanië en Mali lag. Het waren de handelaren onder de Soninkés. Zij zijn rond de 13e eeuw geëmigreerd naar de landen van de Mossi (in het huidige Burkina Faso), en van daar uit naar de goudwinningsgebieden rond de Volta.

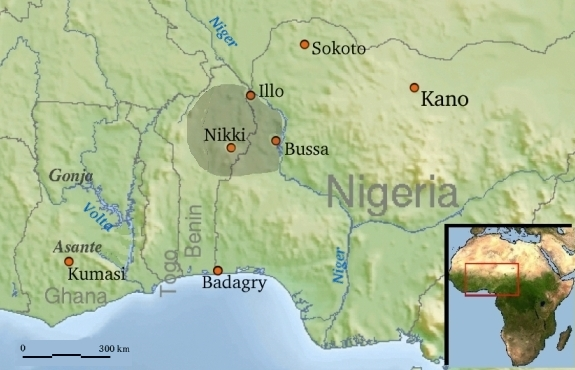
Borgoe en verschillende handelssteden in West-Afrika

De snelste route van de Hausasteden naar Asante liep via Borgoe. De Borgoelanden zetten douanekantoren op langs de route, die niet alleen dienden voor de regulering van de handel in de landen zelf, maar ook voor toezicht op de buitenlandse kooplui, en voor tolheffing. Bussa lag bovendien aan een strategisch deel van de Niger: iets verder waren er stroomversnellingen zodat de rivier daar niet bevaarbaar was. Nikki nam een centrale positie in. Kooplui uit Kumasi verkochten daar hun goederen aan handelaren uit de Hausasteden, en reisden dan terug. Nikki sloeg ook munten uit goud dat afkomstig was uit Gonja, die langs de hele route tegen een vaste koers geaccepteerd werden. Inkomsten uit de tolheffingen waren aanzienlijk en de staten konden een flink ambtenarenapparaat en leger opbouwen. De Borgoelanden verzorgden tegen betaling ook beveiliging of vervoer voor kooplui, en voerden karité uit naar de kust en Yorubaland.

Met het toenemend belang van de handel, nam ook het banditisme toe. Een deel van de Wasangari, een ruitervolk dat de toplaag van de Bariba vormde, legde zich, als krijgsheren, toe op het beroven van karavanen. Hun paarden kochten ze van de Wangara, in ruil voor buit of slaven. Hierdoor werden de Wangara belangrijke slavenhandelaren. Het ontbreken van centraal gezag in Borgoeland, en een verstrengeling van Wasangaribelangen, maakte het mogelijk dat het banditisme in de laatste eeuw van het bestaan van het rijk steeds meer toenam. De handel zocht andere routes, en meed de Borgoemarkten. Hierdoor verminderden de inkomsten voor het rijk, wat bijdroeg aan zijn verval.

## Legendevorming
De legende wil dat Borgoe is gesticht door de koning Kisira. Deze kwam uit het noordoosten, aan het hoofd van het Baribavolk, en vestigde zich aan de Niger, waar Bussa ligt. Sommigen uit het volk trokken verder, en Nikki en Illo werden door familieleden van de koning gesticht. Het volk zou uit verschillende stammen bestaan, waarvan de Boko de belangrijkste plaats innamen. Dit was de adel, en familie van Kisira.
Er zijn vele varianten van de stichtingslegende. De inhoud varieert met de belanghebbende. Moslims zagen graag een afstamming die teruggaat tot op het Arabisch schiereiland, en begonnen met een incident waarin Kisira er bij Mekka niet in slaagde Mohammed tegen te houden, en toen westwaarts trok, Afrika in. Anderen laten de Wasangari als onderdanen van Kisira in de 14e eeuw in Busa arriveren. Christenen zagen in Kisira een Perzische heerser die na een conflict met de Byzantijnse Romeinen vanuit Egypte West-Afrika introk. In de laatste versie is duidelijk de invloed terug te vinden van het "diffusionisme". Dit is het idee dat vooruitgang in Afrika plaatsvindt onder invloed van ontwikkelingen in het Midden-Oosten en het Middellandsezeegebied. Latere ontwikkelingen in de historische wetenschap hebben deze visie ontkracht.

## Wetenswaardigheden
- De Schotse ontdekkingsreiziger Mungo Park vond zijn einde door verdrinking nabij Busa.
- De "g" in Borgoe spreek je uit als de "g" in het Engelse woord go.